# Деревний кістяк
Деревний k-кістяк (або просто k-кістяк) графа {\displaystyle G} — кістякове піддерево {\displaystyle T} графа {\displaystyle G}, в якому відстань між будь-якою парою вершин не перевищує {\displaystyle k}-разової відстані між ними у графі {\displaystyle G}.

## Відомі результати
Є кілька статей на тему деревних кістяків. Одну з них під назвою Tree Spanners (Деревні кістяки) написали математики Лейчжень Кай і Дерек Корніл, які досліджували теоретичні та алгоритмічні проблеми, пов'язані з деревними кістяками. Деякі висновки цієї статті наведено нижче. Тут {\displaystyle n} скрізь позначає число вершин графа, а {\displaystyle m} — число ребер.
1. Деревний 1-кістяк, якщо існує, є найменшим кістяковим деревом і для зважених графів його можна знайти за час {\displaystyle {\mathcal {O}}(m\log \beta (m,n))} (у термінах складності), де {\displaystyle \beta (m,n)=\min \left\{i\mid \log ^{i}n\leqslant m/n\right\}}. Більш того, будь-який деревний 1-кістяк зваженого графа, якщо існує, містить єдине мінімальне кістякове дерево.
2. Деревний 2-кістяк можна побудувати за лінійний час {\displaystyle {\mathcal {O}}(m+n)}, а задача знаходження деревного {\displaystyle t}-кістяка є NP-повною для будь-якого фіксованого цілого {\displaystyle t>3}.
3. Складність знаходження найменшого деревного кістяка в орграфі дорівнює {\displaystyle {\mathcal {O}}((m+n)\cdot \alpha (m+n,n))}, де {\displaystyle \alpha (m+n,n)} — функція, обернена до функції Акермана.
4. Найменший деревний 1-кістяк зваженого графа можна знайти за час {\displaystyle {\mathcal {O}}(mn+n^{2}\log(n))} .
5. Для будь-якого фіксованого раціонального числа {\displaystyle t>1} визначення, чи містить зважений граф деревний 1-кістяк, є NP-повною задачею, навіть якщо всі ваги ребер задано як цілі додатні числа.
6. Орграф містить максимум один деревний кістяк.
7. Квазідеревний кістяк зваженого орграфа можна знайти за час {\displaystyle {\mathcal {O}}(m\log \beta (m,n))}.